# Hrvoje Kačić
Hrvoje Kačić, född 13 januari 1932 i Dubrovnik, död 14 februari 2023, var en kroatisk vattenpolospelare som tävlade för Jugoslavien. Han ingick i Jugoslaviens landslag vid olympiska sommarspelen 1956 och 1960.
Kačić spelade sju matcher i den olympiska vattenpoloturneringen i Melbourne där Jugoslavien tog silver. I den olympiska vattenpoloturneringen i Rom spelade han sju matcher och gjorde fyra mål.